# Tricentrus unicolor
Tricentrus unicolor är en insektsart som beskrevs av Ananthasubramanian 1980. Tricentrus unicolor ingår i släktet Tricentrus och familjen hornstritar. Inga underarter finns listade i Catalogue of Life.